# Marien rijk Gematigde Noordelijke Atlantische Oceaan
Het Marien rijk Gematigde Noordelijke Atlantische Oceaan (Engels: Temperate Northern Atlantic) is een biogeografisch rijk en ligt in in het noorden van de Atlantische Oceaan (exclusief de Labradorzee, maar inclusief de Middellandse Zee) met de kusten van Europa, de noord- en noordwestkust van Afrika, de zuidoostkust van Canada en de oostkust van de Verenigde Staten. Het marien rijk is vastgesteld door het World Wide Fund for Nature en The Nature Conservancy.
Naar het noorden ligt het marien rijk Arctica en in het zuiden aan het marien rijk Tropische Atlantische Oceaan.

## Biogeografie
Het gebied kent zeeleven dat houdt van gematigde temperaturen.

## Mariene ecoregio's
Deze mariene provincie bestaat uit 6 mariene provincies:
- Mariene provincie Noordelijke Europese Zeeën (2)
- Mariene provincie Lusitania (3)
- Mariene provincie Middellandse Zee (4)
- Mariene provincie Koude Gematigde Noordwestelijke Atlantische Oceaan (5)
- Mariene provincie Warme Gematigde Noordwestelijke Atlantische Oceaan (6)
- Mariene provincie Zwarte Zee (7)